# 呂雲章
呂雲章（1891年9月14日—1974年6月19日），字倬人，亦字澐沁。又稱澐、呂小姐，筆名湘靈。山東省福山縣留公村人，生於江西省南昌縣衙門，其父時任南昌縣知縣。民國37年（1948年）在山東婦女選區當選第一屆立法委員。

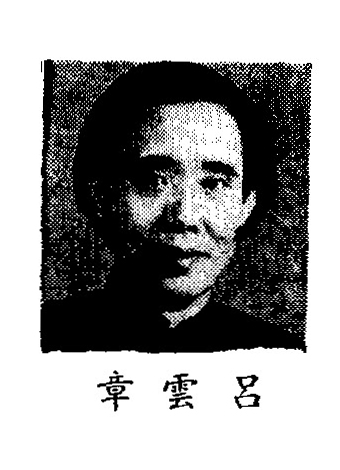
制憲國民大會代表

## 生平[1][2][3]
- 民國初年，到北京入私立女子法政學校的初小班，兩個月內升到高小班。
- 民國六年（1917年）左右，考入國立女子初級師範預科。五四運動學生代表。
- 民國八年（1919年），自國立女子初級師範畢業後，就到公立第一小學教書，同時任婦女聯合會所辦的職業學校的義務校長。
- 民國十年（1921年）左右，考入國立北京女子初級師範學校國文學系。
- 民國十四年（1925年），加入中國國民黨。
- 民國十五年（1926年）左右，畢業於國立女子高等師範。留校任庶務課職員，同時在平民中學教國文。又任中國國民黨北平特別市黨部婦女運動委員會委員。組織婦女之友社，主編《婦女之友》半月刊。北伐期間，中國國民黨中央黨部遷到漢口，任中央黨部婦女部幹事。寧漢分裂後，中央黨部在南京成立，奉命當上海特別市黨部婦女部秘書，婦女部總幹事張平江不管事，是婦女部的實際負責人。調査上海的女工，爲她們分區成立女工補習學校，並向廠方爲她們爭取福利。組織上海婦女聯合會，創辦《革命的婦女》。
- 民國十六年（1927年）秋天，和暨南大學講師周書舲（周傳儒）在上海結婚。
- 民國十七年（1928年），任中國國民黨浙江省黨務指導委員，負責婦女運動工作。
- 民國十八年（1929年），出席了在南京召開的中國國民黨第三次全國代表大會，力爭男女教育的平等。會後回北平。不久，做河北省教育廳督學。又轉任國立女師大齋務課主任。
- 民國二十年（1931年），九一八事變後，發起組織婦女救國同盟會、婦女救護訓練班。第二年，一二八事變發生，發行《華北婦女》週刊，激勵婦女界奮起救國。
- 民國二十三年（1934年），出任河北省立通縣女子師範学校校長。第二年，殷汝耕叛變，毅然遷校北平。盧溝橋事變後，南下到安徽，任教育廳督學，在短期內，完成安慶、望江、太湖、岳西、潛山等縣學校之視察。對安徽省的教育，多所建議。
- 民國二十七年（1938年），追隨國民政府到武漢，做中央社會部婦女運動委員會委員、副主任委員。不久，政府遷往重慶，被派到四川工作。
- 民國二十九年（1940年），擔任國民參政會參政員。除出席參政會議外，仍從事婦女運動工作。
- 民國三十四年（1945年），在中國國民黨第六次全國代表大會上，當選中央委員。抗戰勝利後回到南京。
- 民國三十五年（1946年）十－月，出席制憲國民大會代表。
- 民國三十七年（1948年），代表山東婦女，當選第一屆立法委員。
- 民國三十八年（1949年），到臺灣。眼病加重，而且因爲婚變，心情和健康受損。在一次開會期中，跌倒中風，終日臥床。
- 民國六十一年（1972年）十二月，一天夜中，被小偷用棒打傷，腦血管破裂，從此神志不清。
- 民國六十三年（1974年）六月十九日，以肺炎病逝於臺北中心診所。